# نيستا كارتر
نيستا كارتر (بالإنجليزية: Nesta Carter)‏ (و. 1985  م) هو عداء سريع، ومنافس ألعاب قوى، من جامايكا، شارك في ألعاب أولمبية صيفية 2012، والألعاب الأولمبية الصيفية 2008.

## روابط خارجية
- نيستا كارتر على موقع الاتحاد الدولي لألعاب القوى (الإنجليزية)
- نيستا كارتر على موقع الدوري الماسي (الإنجليزية)
- نيستا كارتر على موقع اللجنة الأولمبية الدولية (الإنجليزية)
- نيستا كارتر على موقع أوليمبيديا (الإنجليزية)